# Rhabdophis
Rhabdophis es un género de serpientes que pertenece a la familia de los colúbridos. Su área de distribución es el este y sureste de Asia. El género agrupa a 21 especies, de las cuales varias son venenosas.

## Especies
Se distinguen las siguientes especies:
- Rhabdophis adleri Zhao, 1997
- Rhabdophis akraios Doria, Petri, Bellati, Tiso & Pistarino, 2013
- Rhabdophis angeli (Bourret, 1934)
- Rhabdophis auriculata (Günther, 1858)
- Rhabdophis barbouri (Taylor, 1922)
- Rhabdophis callichroma (Bourret, 1934)
- Rhabdophis callistus (Günther, 1873)
- Rhabdophis chrysargoides (Günther, 1858)
- Rhabdophis chrysargos (Schlegel, 1837)
- Rhabdophis conspicillatus (Günther, 1872)
- Rhabdophis guangdongensis[2] Zhu, Wang, Takeuchi & Zhao, 2014
- Rhabdophis himalayanus (Günther, 1864)
- Rhabdophis hmongorum Kane, Tapley, La & Nguyen, 2023[3]
- Rhabdophis leonardi (Wall, 1923)[4]
- Rhabdophis lineatus (Peters, 1861)
- Rhabdophis murudensis (Smith, 1925)
- Rhabdophis nigrocinctus (Blyth, 1856)
- Rhabdophis nuchalis (Boulenger, 1891)
- Rhabdophis spilogaster (Boie, 1827)
- Rhabdophis subminiatus (Schlegel, 1837)
- Rhabdophis swinhonis (Günther, 1868)
- Rhabdophis tigrinus (Boie, 1826)